# Brat doktora Homera
Brat doktora Homera (serb.-chorw. Brat doktora Homera / Брат доктора Хомера) – jugosłowiański film dramatyczny z 1968 roku w reżyserii Žiki Mitrovicia.  

## Obsada
- Velimir Bata Živojinović jako Simon Petrović
- Vojislav Mirić jako doktor Homer
- Jovan Milićević jako kapitan Vuk
- Zdravka Krstulović jako Ana
- Stole Aranđelović jako Kurteš
- Pavle Vujisić jako Atanas, wódz bandy
- Abdurrahman Shala jako major Fadil
- Jelena Žigon jako pielęgniarka Vera
- Petre Prličko jako lekarz
- Ljuba Tadić jako mnich
- Faruk Begoli jako chłop